# سن-پورسن-سور-سیول
سن-پورسن-سور-سیول (به فرانسوی: Saint-Pourçain-sur-Sioule) یک کمون در فرانسه است که در canton of Saint-Pourçain-sur-Sioule واقع شده‌است.

## خصوصیات
سن-پورسن-سور-سیول ۳۵٫۶۷ کیلومترمربع مساحت و ۴٬۹۷۱ نفر جمعیت دارد و ۲۳۷ متر بالاتر از سطح دریا واقع شده‌است.